# Bassanago
Bassanago es un género de peces anguiliformes de la familia Congridae.

## Especies
Se reconocen las siguientes especies:
- Bassanago bulbiceps
- Bassanago hirsutus